# Detlef Wagenthaler

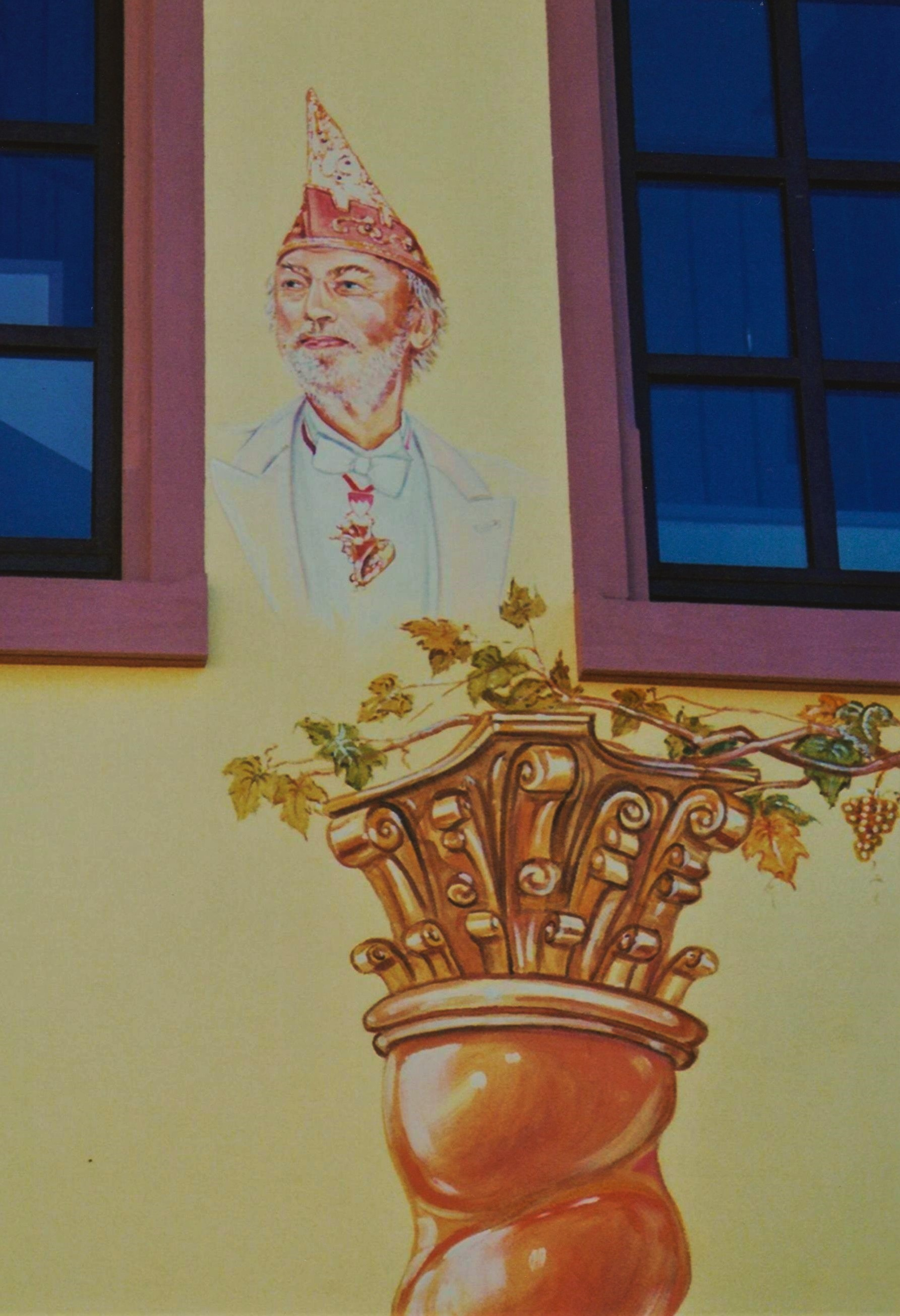
Detlef Wagenthaler – Haus der Fastnacht in Veitshöchheim

Detlef Wagenthaler (* 1. August 1948 in Aschaffenburg; † 23. September 2007 in Karlstadt) war ein deutscher Karnevalist. Er war mehr als 15 Jahre Vizepräsident und Ehrenmitglied des Fastnacht-Verbandes Franken (FVF) und von 1995 bis 2005 Sitzungspräsident der bundesweit ausgestrahlten Fernsehsendung Fastnacht in Franken.

## Leben
Wagenthaler wuchs in Karlstadt auf. Ab Anfang der 1990er Jahre leitete er bei der dortigen Stadtverwaltung die Ressorts Fremdenverkehr, Kultur und Öffentlichkeitsarbeit. Seine karnevalistischen Tätigkeiten begannen mit dem Beitritt zur 1. Karnevalsgesellschaft Elferrat Würzburg. Dort trat er bereits im Alter von 18 Jahren als Büttenredner auf. Später war er in seiner Heimatstadt Mitbegründer der Karlstadter Karnevalsgesellschaft Die Schwedenmännli.
Als der Bayerische Rundfunk 1987 in Zusammenarbeit mit dem Fastnacht-Verband Franken erstmals die Karnevalssitzung Fastnacht in Franken ausstrahlte, war Wagenthaler als Redner eingeladen. Acht Jahre später wurde er zum Sitzungspräsidenten gewählt. Unter seiner Ägide gewann die Veranstaltung enorm an Popularität.
Bekannt und berüchtigt waren seine „gnadenlosen Witze“. Damit waren Kalauer gemeint, welche häufig eine sehr eigenartige Art von Humor trafen. Das Lustige an diesen Witzen war, dass die Witze nicht lustig waren. Erst die Reaktion des Publikums (ein Raunen) sorgte für den Gag.
Mit der bundesweiten Fernsehausstrahlung erreicht sie jährlich mehr als vier Millionen Zuschauer. 2005 erklärte er nach einer notärztlichen Behandlung während der Übertragung aus gesundheitlichen Gründen seinen Rücktritt. Er war vorher in die Kritik geraten, da er beleidigende Witze gegenüber Anwesenden gerissen hatte.
2006 rief er zusammen mit Werner Hofmann das Festival Karlstadt – rot und erotisch ins Leben. 
Unmittelbar vor der Moderation einer Veranstaltung im Rahmen dieser Reihe wurde Wagenthaler am Morgen des 23. September 2007 von einer Passantin an der Karlstadter Mainpromenade leblos aufgefunden. Nach einer von der Kriminalpolizei Würzburg anberaumten Obduktion wird ein Sturz als Todesursache des Karnevalisten angenommen.

## Auszeichnungen
- Till von Franken in Gold des Fastnacht-Verbandes Franken